# Westminster Palace Gardens
 (avril 2020).
Pour les articles homonymes, voir Westminster (homonymie).
Westminster Palace Gardens (WPG) est un bloc d'immeuble de style victorien en briques rouges avec des appartements centrés autour d' une cour. Il est situé sur Artillery Row dans la Cité de Westminster, à Londres. Il est répertorié au grade II. 
Le bâtiment de sept étages a été conçu dans le style d'un grand manoir par l'architecte Charles JC Pawley, et a été construit entre 1898 et 1899. La façade du bâtiment est revêtue au niveau de la rue de faïences bleues et vertes. Au centre de la façade se trouvent des portes en fer noir pleine hauteur et une ancienne arche de voiture à deux étages flanquée de pilastres. Au-dessus de l'entrée au premier et au deuxième étage se trouvent des exemples de splendeur victorienne somptueuse avec des frises en terre cuite ornées qui s'étendent sur toute la longueur de la façade. 
WPG a été construit sur le site de la brasserie d'artillerie, l'une des nombreuses brasseries et distilleries de la région. Cependant, le nom "d'artillerie" commémore l'utilisation historique de la zone pour les exercices militaires et la pratique des cibles. 